# Crevedia
Crevedia là một xã thuộc hạt Dâmbovița, România. Dân số thời điểm năm 2002 là 6755 người.